# 門羅鎮區 (密蘇里州林肯縣)
門羅鎮區（英語：Monroe Township）是位於美國密蘇里州林肯縣的一個行政鎮區。

## 地方資料
門羅鎮區的面積為224.50平方千米，當中陸地面積為218.52平方千米，而水域面積為5.98平方千米。根據2020年美國人口普查的數據，當地共有人口12039人，而人口密度為每平方千米53.63人。